# Bolbocaffer gautieri
Bolbocaffer gautieri es una especie de coleóptero de la familia Geotrupidae.

## Distribución geográfica
Habita en la Ecozona afrotropical.